# Норовский, Ефим Иванович
Ефим Иванович Норовский (2 февраля 1907, Гранов (ныне Гайсинский район Винницкой области, Украина) — 16 сентября 1999, Санкт-Петербург) — советский военный строитель, генерал-майор инженерно-технической службы (1959). Кандидат технических наук (1950). Крупный специалист по проектированию и строительству военно-морских баз, гидротехнических и фортификационных сооружений, разработке оригинальных плавучих причалов,  подвижных инженерных средств для обеспечения маневренного базирования подводных лодок и надводных кораблей.

## Биография
В 1929 году окончил курсы по подготовке во ВТУЗ, затем в 1932 г. — Высшее инженерно-строительное училище в Москве, в 1932—1934 гг. обучался в Военно-инженерной академии РККА.
С 1932 года служил в РККА, с 1934 года — в ВМФ. Член ВКП(б) с 1945 г.
В 1934—1936 гг. — Начальник участка учреждения военно-строительных частей УНР-95, УНР-92 (1936—1937), исполнял должность главного инженера (1937—1938) того же УНР, начальник строительства № 92 (3—11.1938), начальник 1-го отделения спецобъекта в г. Мурманске (11.1938—1.1939) строительно-эксплуатационной части ГО (1—11.1939) Северного флота.
С 1939 года — на разных руководящих должностях по проектированию военно-морских баз.
Начальник гидротехнического сектора (11.1939—5.1940), начальник изысканий центрального проектного бюро инженерного управления ВМФ (5.1940—6.1941), 10-го отдела (6—9.1941), 6-го отделения того же отдела (9.1941—6.1942). Начальник 2-го отделения  (военно-морские и авиационные базы) (6.1942—4.1944) инженерного управления ВМФ.
Участник Великой Отечественной войны на Черноморском флоте СССР. В 1943 г. в течение 6 месяцев находился на Черноморском флоте, выполнял работы по строительству опытных сборных причалов в районах Сочи — Новороссийск — Анапа, принимал деятельное участие по срочному созданию из сборных конструкций причального фронта в Анапе после её освобождения от фашистов.
В 1944 г. проводил большую работу по организации Ленинградского филиала Центра подводных баз (ЦПБ), организуемого по приказу Наркомата ВМФ для проектирования восстановительных работ по базам ВМФ.
Начальник 2-го отдела ЦПБ инженерного управления ВМФ (4—5.1944). Начальник Севастопольского филиала ЦПБ ИУ ВМФ в г. Севастополе (5.1944—2.1946). В 2—4.1946 г. в распоряжении Министерства по строительству военных и военно-морских предприятий СССР, с оставлением в кадрах ВМФ.
Главный инженер — заместитель начальника (4—12.1946), директор (12.1946—3.1948) проектного Института № 1 Гидровоенпроекта. Начальник 2-го отдела Центрального военно-морского проекта Главного инженерного управления ВМС (4—9.1948). Заместитель начальника 7-го инженерного управления ВМФ (9—12.1948). Прикомандирован к Управлению по восстановлению г. Севастополя при Совете министров СССР, с оставлением в кадрах Вооружённых сил, в декабре 1948 г. назначен заместителем начальника  этого управления. (12.1948—5.1951).
Начальник Военморпроекта № 26 Главного военно-морского инженерного управления (5.1951—12.1952). Начальник Государственного проектного института № 1 (12.1952—7.1970).
Генерал-майор инженерно-технической службы (25.5.1959; генерал-майор-инженер — 18.11.1971; генерал-майор — 26.4.1984).
С июля 1970 г. вышел в запас по болезни. Похоронен на Южном кладбище Санкт-Петербурга.

## Награды
- 1944 — Орден Красной Звезды
- 1945 — Орден Отечественной войны 2 степени
- 1947 — Орден Красной Звезды
- 1953 — Орден Красного Знамени
- Орден Трудового Красного Знамени
- 1985 — Орден Отечественной войны 1 степени
- медали СССР
- 1967 — Наградное оружие